# Пахтусов, Анатолий Сергеевич
Анато́лий Серге́евич Па́хтусов (род. 17 апреля 1985, Донецкая область) — украинский шоссейный велогонщик, выступавший на профессиональном уровне в период 2009—2016 годов. Серебряный призёр чемпионата Украины в групповой гонке, победитель и призёр нескольких престижных гонок на шоссе, участник двух чемпионатов мира. Наиболее известен по выступлениям за донецкую континентальную команду ISD.

## Биография
Анатолий Пахтусов родился 17 апреля 1985 года в посёлке Мирное Донецкой области Украинской ССР.
Впервые заявил о себе на международной арене в 2006 году, когда занял восьмое место на «Мемориале Олега Дьяченко» и одиннадцатое место на «Гран-при Москвы», выступил на «Туре Сербии», где на одном из этапов финишировал вторым, проехал молодёжную многодневную гонку «Тур де л’Авенир» во Франции. Показал тринадцатый результат в молодёжном групповом заезде на шоссейном чемпионате мира в Зальцбурге.
В 2008 году отметился выступлением в многодневной гонке высшей категории «Тур озера Цинхай», расположившись в генеральной классификации на 17 строке. Полностью проехал «Тур Хайнаня», завершив выступление на 24 позиции. Победил на отдельных этапах небольших многодневных гонок в Италии.
Начиная с 2009 года неизменно состоял в донецкой континентальной команде ISD, созданной при поддержке Индустриального союза Донбасса. В дебютном сезоне в новом коллективе в числе прочего выиграл гонку «Гран-при Ясной Горы» в Польше, занял пятое место на «Кубке Карпат», седьмое место на «Гран-при Тарту» и «Кубке мэра», восьмое место на «Мемориале Олега Дьяченко», девятое место на «Гран-при Донецка».
На шоссейном чемпионате Украины 2011 года финишировал в групповой гонке вторым, пропустив вперёд только Александра Квачука. Попав в основной состав украинской национальной сборной, принял участие в чемпионате мира в Копенгагене. Был близок к победе на нескольких гонках второй категории, в частности занял второе место в генеральной классификации гонки An Post Ras в Ирландии.
В 2012 году одержал победу на первом этапе «Гран-при Сочи», при этом стал третьим в генеральной классификации и пятым в очковой классификации. Выиграл Кубок Украины. Оказался четвёртым на «Мемориале Олега Дьяченко», боролся за майки горной классификации на «Туре Кореи», «Туре Румынии» и «Туре Чехии», попав во всех случаях в пятёрку лучших горовосходителей. В числе прочего финишировал девятым в гонке Race Horizon Park в Киеве.
В 2013 году победил на «Гран-при Донецка», попал в десятку сильнейших на Race Horizon Park, «Гран-при Сочи», «Туре Азербайджана» и в ряде других гонок.
Наиболее значимое достижение в 2014 году — шестое место в генеральной классификации многодневной гонки «Пять колец Москвы». Также был седьмым на «Мемориале Олега Дьяченко» и «Мемориале Хенрика Ласака», девятым в гонке «Солидарность» в Польше, дважды финишировал в десятке на Race Horizon Park.
Представлял ISD на профессиональном уровне и в сезоне 2015 года, выступив на всех крупнейших гонках в России. Завоевал бронзовую медаль в одном из заездов Race Horizon Park, финишировал вторым на «Гран-при Винницы», разместился на четвёртой позиции в генеральной классификации «Тура Словакии». Полностью проехал «Волту Португалии».
За выдающиеся спортивные достижения удостоен почётного звания «Мастер спорта Украины международного класса».